# Tençó

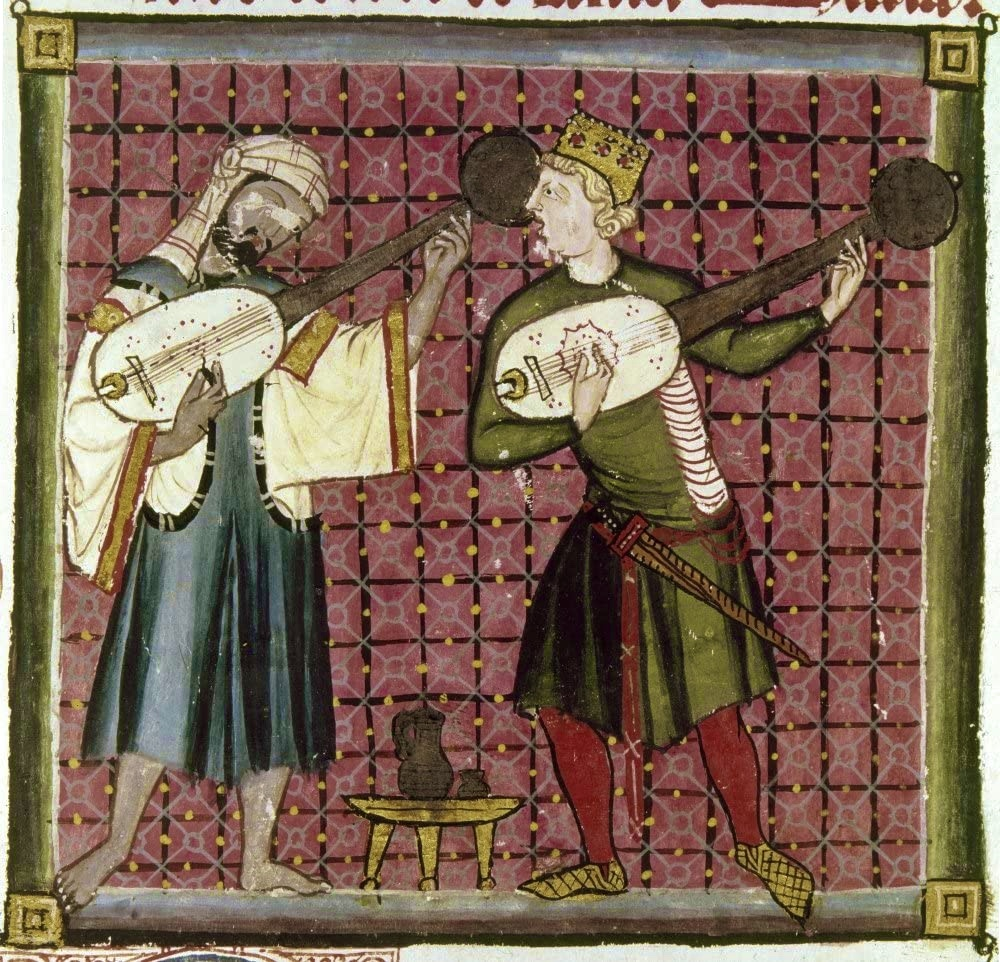
Imatge de les Cantigas de Santa María amb músics europeus i islàmics del segle XIII tocant instruments de corda.

Una tençó (occ. tenso o tenson) és un dels gèneres dialogats de la lírica trobadoresca
Es tracta d'un debat entre dos trobadors. Cadascú defensa allò, que en qualsevol aspecte, creu més just o està més d'acord amb les seves preferències. La temàtica és variada: pot ser amorosa o sobre la manera de fer poesia, etc. Algun cop la tençó és fingida, per exemple, Guillem de Berguedà amb una oreneta, Bertran Carbonel amb el seu cor i amb el seu cavall, etc.
En la següent tençó, el famós trobador Guiraut de Bornelh planteja al rei Alfons I un tema que encara està vigent i que podem resumir així -feu els matisos que us sembli-: És licit comprar i vendre l'amor? Realment, aquell qui té poder pot aconseguir més fàcilment l'amor d'una dama?
| I Be me plairia, senh'En reis, ab que·us vis un pauc de lezer, que·us plagues que·m dizessetz ver, si·us cudatz qu'en la vostr'amor a bona domna tan d'onaor com d'un altre pro chavaler, e no m'en tenhatz per geurrer, ans me respondetz franchamen! II Giraut de Bornelh, s'eu mezeis no·m defendes ab mon saber, be sai vas on voletz tener. Pero be vos tench a folor, si·us cudatz que per ma ricor valha menhs a drutz vertader! Aissi vos pogratz un dener azesmar contr'un marc d'argen. III Si·m sal Deus, senher, me pareis de domna qu'enten en valer que ja no·n falha per aver ni de rei ni d'emperador no·n fassa ja son amador; so més vis, ni no l'a mester; car vos, ric ome sobranser, no·n voletz mas lo jauzimen. IV Giraut, e non esta genseis, si·l rics sap onrar ni temer sidonse·l cor ab lo poder l'ajosta? Co·l te per senhor, preza·l donc menhs per sa valor, si mal no·l troba ni sobrer? Ja sol om dir el reprover que sel que val mais, e melhs pren. V Senher, molt pren gran mal domneis, can pert la cud'e·l bon esper; que trop val enan del jazer l'afars del fin entendedor. Mas vos, ric, car etz plus maior, demandatz lo jazer primer, e domn'a·l cor sobreleuger c'ama celui que no·i enten. VI Giraut, anc trop rics no·m depeis en bona domna conquerer; mas en s'amistat retener met be la fors'e la valor. Si·lh se son galiador e tan nom amon oi com er, de me no·n crezatz lauzenger, qu'eu am las bonas finamenn! VII Senher, de mon Solatz de Quer volgra ben e d'En Topiner c'amesson domnas e prezen. VIII Giraut, oc be, d'amar leuger! Mas a me no·n donetz parer, qu'eu n'ai gazanhat per un cen. | I Bé em plauria, senyor rei, quan us veiés amb una mica de lleure, que us plagués dir-me en veritat, si penseu que la en vostra amor té una bona dama tan d'honor com el d'un altre noble cavaller, i no em tingueu per adversari, sinó responeu-me amb franquesa! II Giraut de Bornelh, si jo mateix no em defensés amb el meu saber, bé sé on voldríeu arribar. Però us tindria per boig, si us penséssiu que pel meu rang valc menys que un amant vertader! Així vos podríeu un diner apreciar més que un marc de plata. III Així em salvi Déu, senyor, em sembla que la dama que aprecia el valor no actuarà mai per diners ni del rei ni del emperador farà el seu enamorat; això em sembla, ni en té necessitat; perquè vosaltres, rics homes altius, no voleu més que el jeure.. IV Giraut, i no és més bonic, si el ric sap honrar i respectar segons que el cor amb el poder l'ajusta? Quan el té per senyor, l'aprecia menys pel seu valor, si dolent no el troba ni superb? Ja se sol dir el proverbi que el que val més, el millor pren. V Senyor, molt gran mal pren la galanteria, quan perd la reflexió i la bona esperança; que molt val abans del jeure la conducta del lleial galantejador. Però vosaltres, els rics, com que esteu més elevats, demaneu el jeure primer, i la dama té el cor ben lleuger quan ama aquell que no estima. VI Giraut, mai no em vaig considerar massa ric per conquerir bona dama; però en retenir el seu amor poso tota la força i el valor. Si els rics s'ha convertit en enganyadors i no estimen tant avui com abans, no heu de creure el que de mi diuen ela maldients, que jo estimo les bones lleialment! VII Senyor, del meu Solaz de Quer molt voldria i també d'en Topiner que estimessin les dames obertament. VIII Giraut, molt bé, de l'amor lleuger! Però a mi no em considereu semblant, que jo n'he guanyat cent per un. |